# میلائو سیتی
میلائو سیتی (به لاتین: Miluo City) یک منطقهٔ مسکونی در چین است که در یویونگ واقع شده‌است. میلائو سیتی ۱٬۴۸۴٫۰ کیلومتر مربع مساحت و ۶۸۵٬۰۰۰ نفر جمعیت دارد.

## خواهرخوانده
شهر آکابیرا، هوکایدو خواهرخواندهٔ میلائو سیتی هست.